# Mindre kantnål
Mindre kantnål (Syngnathus rostellatus) en art av familjen kantnålsfiskar.

## Utseende
Den mindre kantnålen är en långsträckt, rörformad fisk som saknar fjäll, och i stället har kroppen klädd med gröngrå benplattor. Den har bröst- stjärt- och ryggfenor (till skillnad från havsnålarna, som endast har ryggfena). Den mindre kantnålen blir upp till 20 centimeter lång, honan blir längre än hanen. Nosen är ihoptryckt från sidorna, och högst lika hög som ögats diameter. Hanen har två hudveck på buken, som bildar en yngelpåse.

## Utbredning
Den mindre kantnålen finns nära kusten från Biscayabukten norrut över Brittiska öarna till södra Norge, Skagerack och Kattegatt.

## Vanor
Den lever i kustnära tångbälten ner till 15 meters djup. Går upp i brackvatten. Liksom sjöhästarna använder den sin smala snabelliknande mun som en pipett, och suger i sig smådjur som fiskyngel och små kräftdjur.
Den leker under sommaren, varvid flera honor kan lägga sina ägg i hanens yngelpåse, som kan innehålla upp till 100 ägg. De omkring 1 millimeter stora äggen kläcks efter knappt en månad. Ynglens längd när de lämnar pappans yngelpåse för gott är omkring 20 millimeter.